# پارک یو ریم
پارک یو ریم (کره‌ای: 박유림؛ زادهٔ ۶ فوریهٔ ۱۹۹۳) بازیگر اهل کره جنوبی است. او به خاطر ایفای نقش در مجموعه‌های تلویزیونی سومین افسون، سگ سیاه: معلم بودن، برادران معجزه‌گر و عشق اول من شناخته می‌شود.